# Marcoux (Loire)
Marcoux település Franciaországban, Loire megyében. Lakosainak száma 783 fő (2022. január 1.). Marcoux Marcilly-le-Châtel, Montverdun, Saint-Bonnet-le-Courreau, Saint-Georges-en-Couzan és Trelins községekkel határos.

## Népesség
A település népességének változása:
| Lakosok száma | 451  | 482  | 522  | 655  | 763  | 744  | 735  | 765  | 780  | 783  |
|               | 1968 | 1982 | 1990 | 2006 | 2013 | 2015 | 2017 | 2019 | 2020 | 2022 |